# Гартенгольм
Гартенгольм (нім. Hartenholm) — громада в Німеччині, розташована в землі Шлезвіг-Гольштейн. Входить до складу району Зегеберг. Складова частина об'єднання громад Кальтенкірхен-Ланд.
Площа — 15,37 км2. Населення становить 1911 ос. (станом на 31 грудня 2020).